# Samorząd Regionu Szomeron

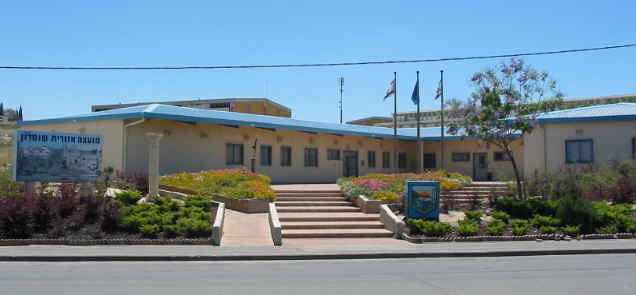
Siedziba władz administracyjnych samorządu regionu Szomeron w osiedlu Barkan

Samorząd Regionu Szomeron (hebr. מועצה אזורית שומרון) – samorząd regionu położony w Dystrykcie Judei i Samarii, w Izraelu.
Samorządowi podlegają osady rolnicze położone w północnej części Samarii, w otoczeniu terytoriów Autonomii Palestyńskiej. Siedziba władz administracyjnych samorządu znajduje się w strefie przemysłowej przy osiedlu Barkan.

## Osiedla
W 2 moszawach, 27 osiedlach i 29 nieautoryzowanych osiedlach żyje tutaj około 41 000 mieszkańców.

### Moszawy
| - Rechan | - Salit |

### Osiedla
| - Ale Zahaw - Awne Chefec - Barkan - Beracha - Beruchin - Elon More - Enaw - Ec Efrajim - Chermesz - Chinnanit - Itamar - Kefar Tappuach - Kirjat Netafim - Ma’ale Szomeron | - Mewo Dotan - Migdalim - Nofim - Pedu’el - Rechelim - Rewawa - Sza’are Tikwa - Szaked - Szawe Szomeron - Tal Menasze - Cufim - Jakir - Jichar |

### Nieautoryzowane osiedla
| - Achuzat Szalhewet - Alonej Szilo - Bracha A - Chawat Gilad - Chawat Ja’ir - Chawat Skali - Cofim Cafon - Dżabel Artis - Ha-Har - Ha-Nekuda - Har Chemed - Giwa 725 - Giwa 777/Giwat Arnon - Giwa 782 - Giwa 836 - Giwa 851 | - Giwat Salit - Gwa’ot Olam - Karmej Doron - Lehawat Jichar - Ma’ale Jisra’el - Magen Dan - Ma’oz Cwi - Micpe Jichar - Miszpatej Erec - Nachalat Josef - Nofej Nechemia - Ramat Gilad - Sne Ja’akow - Tapuach Ma’araw |